# Межа складання паперу

Існує фізична межа складання паперу навпіл: лист звичайного паперу розміру А4 можна скласти навпіл не більше 7 разів. Цей феномен обумовлений швидкістю зростання показникової функції.
Кількість шарів паперу дорівнює двом у степені n, де n — кількість складань паперу. Наприклад: якщо папір склали навпіл п'ять разів, то кількість шарів буде {\displaystyle 2^{5}=32}.

## Рівняння явища
Рівняння для звичайного паперу:
{\displaystyle W=\pi t2^{{\frac {3}{2}}(n-1)},}
де W — ширина квадратного аркуша, t — товщина аркуша, n — кількість виконаних згинань вдвоє.
Використання довгої смуги паперу потребує точного значення довжини L:
{\displaystyle L={\frac {\pi t}{6}}(2^{n}+4)(2^{n}-1),}
де L — найменша можлива довжина матеріалу, t — товщина аркуша, n — кількість виконаних згинань вдвоє. L і t мають бути виражені в одних і тих самих одиницях.

## Дослідження
24 січня 2007 року в 72-му випуску (5 сезон, 3 серія) телепередачі «Руйнівники міфів» команда дослідників спробувала спростувати закон. Вони сформулювали його точніше:

Навіть дуже великий сухий аркуш паперу не можна скласти вдвоє більше семи разів, роблячи кожен із згинів перпендикулярно до попереднього.

На звичайному аркуші А4 закон підтвердився, тоді дослідники перевірили закон на величезному аркуші паперу. Аркуш розміром із половину футбольного поля (51,8×67,1 м) їм удалося скласти 8 разів без спеціальних засобів (11 разів із застосуванням катка та навантажувача). За твердженням шанувальників телепередачі, калька від паковання офсетної друкованої форми формату 520×380 мм за досить недбалого складання без зусиль складається вісім разів, із зусиллями — дев'ять.

## Умови явища
Обмеження складання паперу навпіл виникає тоді, коли:
- розмір паперу перебуває у межах формату A (від A0 до A8);
- при складанні не користуються ніякими технічними засобами.